# Erich Segal
Erich Segal, född 16 juni 1937 i Brooklyn, New York, död 17 januari 2010 i London, var en amerikansk romanförfattare och filmmanusförfattare. 
Segal var anställd som professor i klassiska språk vid Yale University och har publicerade arbeten om grekisk och romersk litteratur. Han hade emellertid alltid, på deltid, en karriär inom teatern, bland annat skrev han en off-Broadwaymusikal, som emellertid lades ner efter 39 föreställningar. 
År 1967 började han ett samarbete med kompositören Richard Rodgers, något som uppmärksammades av The Beatles och de anlitade Segal för att skriva manuskriptet till filmen Yellow Submarine. Musikalen blev aldrig färdig men däremot blev Yellow Submarine en stor framgång och Segal blev då åtråvärd för Hollywood. Hans största succé var förmodligen dramafilmen Love Story från 1970. 
Segal avled 2010 av en hjärtattack.

## Filmmanuskript, ett urval
- 1968 – Yellow Submarine
- 1970 – Love Story
- 1970 – R.P.M.
- 1980 – A Change of Seasons

## Romaner, ett urval
- Love Story (1970)
- Oliver's Story (1977)
- Man, Woman and child (1980; 'Man,kvinna,barn')
- The Class (1985; 'Klassen')
- Doctors (1988; 'Läkarna')
- Acts of Faith (1992; 'Tro, hopp och kärlek')